# San Agustín Metzquititlán
San Agustín Metzquititlán è un comune del Messico, situato nello stato di Hidalgo.